# Schloß 18, 19

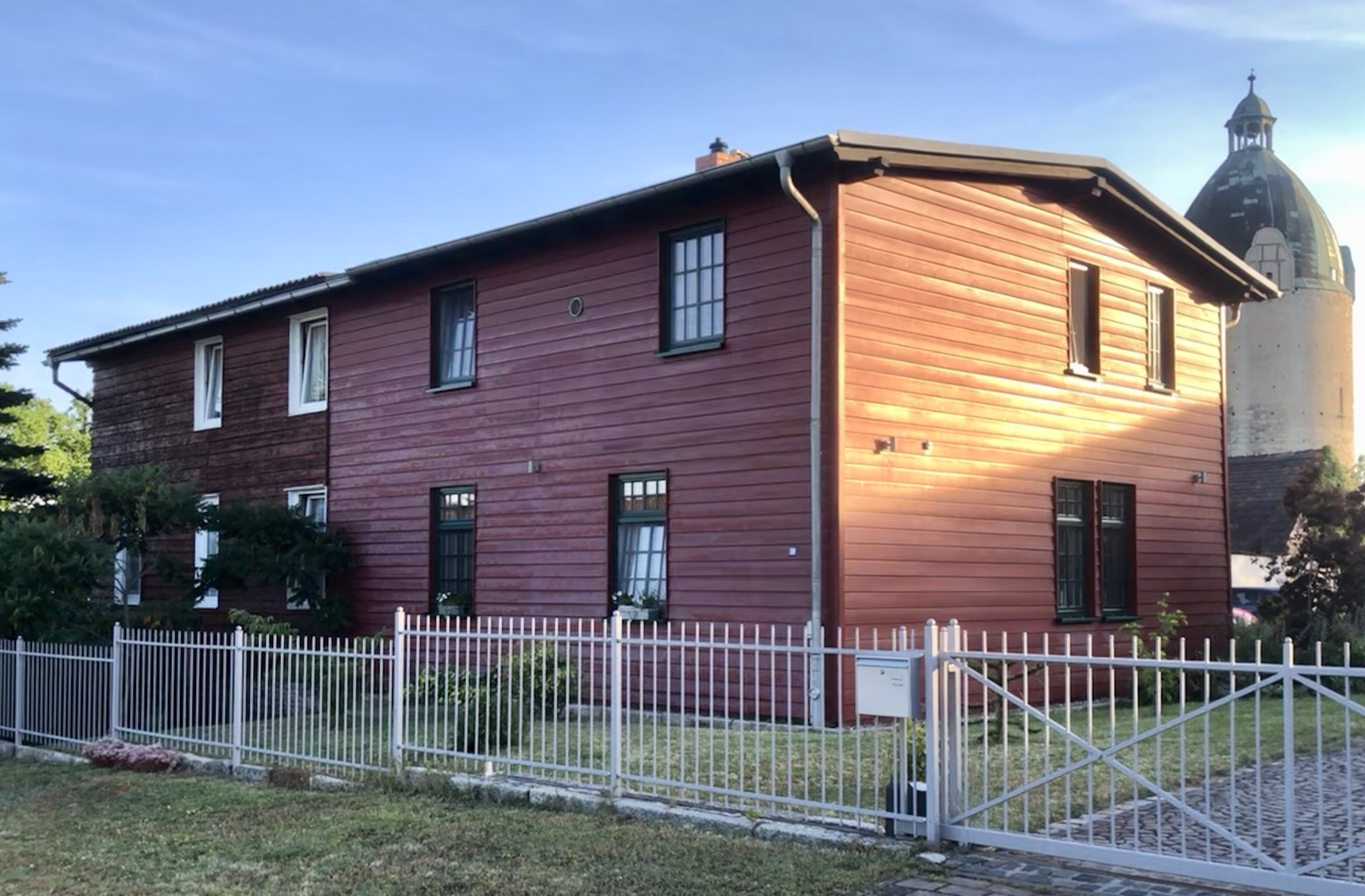
Schloß 18, 19

Das Gebäude Schloß 18, 19 ist eine denkmalgeschützte Schnitterkaserne in Freyburg (Unstrut) in Sachsen-Anhalt. Es wird heute als Wohnhaus genutzt.
Es befindet sich nordöstlich von Schloss Neuenburg auf der Westseite der Straße Schloß.
Das schlichte zweigeschossige Haus entstand in der Zeit um 1890/1900 in Fachwerkbauweise. Die Fassade ist mit Brettern verkleidet. Es wurde als Unterbringung für Erntehelfer errichtet, die auf der Domäne Neuenburg beschäftigt waren und gilt als sozialgeschichtliches Zeugnis für die Zeit der Domäne. 
Im örtlichen Denkmalverzeichnis ist die Schnitterkaserne unter der Erfassungsnummer 094 83460 als Baudenkmal verzeichnet.